# Armando de la Fuente
Armando de la Fuente y Errea fue un abogado y político peruano. 
Nació en Arequipa el 21 de marzo de 1827. Sus padres fueron Mariano de la Fuente Bustamante y Tadea Errea. Estudió leyes en la Universidad Nacional de San Agustín. En 1866 llegó a ser decano de la facultad de letras de esa universidad así como director de la Beneficencia Pública entre 1871 y 1873.
Fue elegido miembro del Congreso Constituyente de 1867 por la provincia de La Unión durante el gobierno de Mariano Ignacio Prado. Este congreso expidió la Constitución Política de 1867, la octava que rigió en el país, y que sólo tuvo una vigencia de cinco meses desde agosto de 1867 a enero de 1868. 
En 1881 fue designado Alcalde de Arequipa pero sólicitó licencia para formar parte de la Asamblea Nacional de Ayacucho convocado por Nicolás de Piérola luego de la Ocupación de Lima durante la Guerra del Pacífico. Este congreso aceptó la renuncia de Piérola al cargo de Dictador que había tomado en 1879 y lo nombró presidente provisorio. Sin embargo, el desarrollo de la guerra generó la pérdida de poder de Piérola por lo que este congreso no tuvo mayor relevancia.
Fue elegido Senador por la provincia de Tarapacá en el congreso convocado en Arequipa en 1883 por el presidente Lizardo Montero luego de la derrota peruana en la guerra con Chile.
Luego de la derrota peruana en la Guerra del Pacífico fue nombrado Prefecto de Arequipa en octubre de 1883 e hizo frente al ingreso de las tropas chilenas a la ciudad. Cuando los chilenos salieron de Arequipa en diciembre de ese año, De la Fuente entregó el cargo a las autoridades nombradas por el presidente regenerador Miguel Iglesias. A le tocó la labor de rendir la ciudad de Arequipa a las tropas invasoras y suscribir el acta respectiva. Su sucesor fue Juan Manuel Echenique.
Luego de ello se dedicó a la actividad literaria y periodística. Falleció el 5 de julio de 1896